# Aldo Finzi (politicus)
Aldo Finzi (Legnano, 20 april 1891 - Rome, 24 maart 1944) was een Joods-Italiaans politicus.
Hij begon zijn politieke loopbaan als wethouder in Badia Polesine. Aan het einde van de Eerste Wereldoorlog nam hij als piloot deel aan het uitwerpen van propagandapamfletten boven Wenen onder leiding van Gabriele d'Annunzio. Na de oorlog studeerde hij rechtsgeleerdheid in Ferrara. In 1921 werd hij een van de negen Joodse parlementsleden van Benito Mussolini's Fasci di Combattimento. In 1924 moest Finzi aftreden als staatssecretaris van binnenlandse zaken nadat de socialistische gedeputeerde Giacomo Matteotti door een fascistische knokploeg vermoord werd. Van 1925 tot 1928 was hij voorzitter van het Italiaanse Olympisch Comité. Hij verliet de kamer van gedeputeerden in 1928. Finzi was een groot tegenstander van de antisemitische wetten van 1938 en werd in 1942 uit de Partito Nazionale Fascista gezet. Hij stierf als antifascistische partizaan tijdens de moordpartij in de Ardeatijnse grotten door de nazi's op 24 maart 1944.

## Trivia
Aldo Finzi oefende in 1921 grote druk uit op Carlo Guzzi om hem een van de nog slechts twee geproduceerde Moto Guzzi Normale modellen ter beschikking te stellen om deel te nemen aan de indertijd populaire Milaan - Napels race. De deelname van Finzi, die 22e werd, zorgde voor extra publiciteit voor het merk Moto Guzzi, maar Aldo's broer Gino won een maand later de Targa Florio met een Moto Guzzi.